# Gran Premi de Xarm al xeic
El Gran Premi de Xarm al xeic era una cursa ciclista d'un dia que es disputava al voltant de Xarm al xeic (Egipte) durant el mes de febrer. La seva primera edició es disputà el 2007 formant part de l'UCI Àfrica Tour, amb una categoria 1.2. Després del 2009 ja no es va tornar a fer.

## Palmarès
| Any  | Vencedor         | Segon              | Tercer             |
| ---- | ---------------- | ------------------ | ------------------ |
| 2007 | Ján Šipeky       | Ahmed Mohammed Ali | Fadi Khan Shikhoni |
| 2008 | Amr Mahmoud      | Goran Smelcerovic  | Ahmed Rashad       |
| 2009 | Ivailo Gabrovski | Khan Shaikhouni    | Gebrehiwet Merhawi |